# دون فوكس
دون فوكس (بالإنجليزية: Don Fox)‏ هو لاعب دوري الرغبي بريطاني، ولد في 15 أكتوبر 1935 في Sharlston ‏ في المملكة المتحدة، وتوفي في 21 أغسطس 2008 في ويكفيلد في المملكة المتحدة.